# Bundukia
Bundukia is een geslacht van hooiwagens uit de familie Assamiidae.
De wetenschappelijke naam Bundukia is voor het eerst geldig gepubliceerd door Lawrence in 1962. 

## Soorten
Bundukia is monotypisch en omvat slechts de volgende soort:
- Bundukia nigra